# 巨大共鳴
巨大共鳴(きょだいきょうめい, Giant Resonance)とは多体量子系のとしての原子核が起こす高いエネルギーの集団励起状態。そのような振動の励起としての巨視的解釈では、もっとも著しい巨大共鳴は原子核ですべての陽子がすべての中性子に対して集団振動を起こすとしている。
1947年にG. C. ボールドウィンとG. S.クライバーは巨大双極子共鳴(GDR)を光核反応で見出し、 1972年には巨大四重極共鳴(GQR)が発見され, 1977年には巨大単極共鳴(GMR)が中重核や重い核で発見された
巨大双極子共鳴は核分裂や、ガンマ線放出そしてその組み合わせのような脱励起事象を起こすことがある。
巨大双極子共鳴は励起に必要なエネルギーを与えるどのような方法によってもおこりうる。古典的な方法は7～40MeVのガンマ線を照射することで、原子核と結合し、エネルギーを与えることで核の双極子モーメントを発生もしくは増大させることである。これは、ガンマ崩壊の逆であるがそれより通常は高エネルギーで、誘導される双極子モーメントは通常のガンマ崩壊の励起状態よりは大きい。
50MeV以上の高エネルギーの電子によって、仮想ガンマ光子と結合することで内部転換の逆反応の同様の反応を起こすことがある。

## 文献
- M. N. Harakeh, A. van der Woude: Giant Resonances: Fundamental High-Frequency Modes of Nuclear Excitation, Oxford Studies in Nuclear Physics, Oxford University Press, USA, July 2001, ISBN 978-0-19-851733-7
- P. F. Bortignon, A. Bracco, R. A. Broglia: Giant Resonances, Contemporary Concepts in Physics, CRC Press, July 1998, ISBN 978-90-5702-570-9